# Carlo Luigi Porporato di Sampeyre
Carlo Luigi Stefano Maria Giacinto Porporato Marchese di Sampeyre (Savigliano, 26 dicembre 1762 – Torino, 8 agosto 1834) è stato un generale italiano, che fu insignito dal re Carlo Felice del Collare dell'Ordine supremo della Santissima Annunziata e della Gran Croce dell'Ordine dei Santi Maurizio e Lazzaro.

## Biografia
Nacque a Savigliano il 26 dicembre 1762, figlio di Paolo Eustacchio e di Rosa Cecilia Maria Mazzetti (1732-1768). Arruolatosi giovanissimo nella Regia Armata Sarda, nel 1788 fu secondo scudiero del duca del Genevese e conte di Moriana. Partecipò alla guerra delle Alpi, e il 27 febbraio 1794 venne promosso capitano di cavalleria e maresciallo d'alloggio in servizio nella 3ª Compagnia delle Guardie del Corpo de Re. Il 28 maggio 1794 fu promosso maggiore di cavalleria. Dopo la restaurazione divenne colonnello di cavalleria e cornetta della 2ª Compagnia delle guardie del corpo, poi promosso capitano della guardie del corpo de Re.  Fu tra i promotori della realizzazione dell'Ospedale per gli infermi San Luigi Gonzaga di Torino.
Promosso maggior generale, il 17 gennaio 1830 re Carlo Felice di Savoia lo insignì del Collare dell'Ordine supremo della Santissima Annunziata. Fu poi Capo e Prottettore della Regia Opera della Provvidenza di Torino. 
Promosso Luogotenente generale di cavalleria il 29 dicembre 1832, divenne priore dell'Ordine dei Santi Maurizio e Lazzaro nel 1834, e si spense a Torino l'8 agosto di quell'anno.

### Fonti
1. 1 2 3 4 5 6 7  Ilari, Shama 2008, p. 402.
2. ↑  Lo Faso di Serradifalco 2016, p. 350.
3. ↑   Elenco militare. Anno 1818, 1818,  p. 81. URL consultato il 12 marzo 2021.
4. ↑   Raccolta di regj editti, manifesti, ed altri provvedimenti de ..., Volume 9, 1818,  p. 118. URL consultato il 12 marzo 2021.
5. ↑   Calendario generale pe' regii stati, 1832,  p. 576. URL consultato il 12 marzo 2021.
6. ↑   Calendario generale pe' regii stati, 1829,  p. 390. URL consultato il 12 marzo 2021.